# Emilián z Cirty
Svatý Emilián z Cirty byl voják a roku 259 byl za vlády císaře Valeriána umučen za svou víru. Spolu s dalšími 4 osobami je ve skupině Mučedníci v Cirtě.
Jeho svátek se slaví 29. dubna.